# Сепп, Олав
Олав Сепп (эст. Olav Sepp, 5 мая 1969, Таллин) — эстонский шахматист, шестикратный чемпион Эстонии по шахматам, международный мастер (1994). 

## Биография
В 1987 году окончил среднюю школу в Таллине. В шахматы начал играть в возрасте 11 лет. В 1985 году победил на чемпионате Эстонии среди юниоров. В чемпионатах Эстонии по шахматам завоевал 6 золотых (1989, 1991—95), 5 серебряных (1999, 2000, 2006, 2008, 2010) и бронзовую медаль (2005).
В составе сборной Эстонии восемь раз участвовал в шахматных олимпиадах (1992—1996, 2000, 2004—2010) и четыре раза в командных чемпионатах Европы по шахматам (1992, 2003—2007). С 1998 по 2002 год и с 2011 года входит в исполнительний совет шахматной федерации Эстонии.